# Winds (grupo musical)
Winds (ウィンズ winzu?) (estilizado como w-inds.) es un grupo de pop japonés empleado por Vision Factory y firmado en el sello Pony Canyon desde el año 2000. El grupo se compone de tres integrantes Ryohei Chiba, Keita Tachibana y Ryuichi Ogata. Ellos hicieron su debut oficial en 2001 y, hasta la fecha, han lanzado más de 21 sencillos a lo largo de su carrera. Además de su popularidad en Japón, que tienen una base de fanes relativamente creciente en torno a otros países asiáticos (tales como Taiwán y Hong Kong) y hacen regularmente apariciones en la televisión allí.
Tachibana es el vocalista del grupo, y al inicio Chiba y Ogata se unieron a manera de bailarines de respaldo. Sin embargo, durante toda su carrera, Chiba y Ogata ganaron papeles más importantes en la música, proporcionando coros y de vez en cuando los ritmos. En 2002, junto con FLAME y Folder5 hicieron de un breve álbum de estudio llamado Earth Harmony.

## Historia

### Predebut
Ryohei Chiba comenzó a asistir a una escuela de danza en Sapporo, donde se reunió con Ryuichi Ogata, quien asistió a petición de su hermana mayor. Chiba vivió la danza con sus amigos y también hizo una aparición en televisión en 1998 con su madre en un espectáculo de variedades, donde ganó la atención de todos los jueces como la mujer más bella.
En 2000, con 14 años de edad, Keita Tachibana de Fukuoka paso las Audiciones Starlight organizada por Vision Factory y fue firmado en su disquera. En el mismo año, Chiba y Ogata se unió a él como uno después de pasar las audiciones celebradas en su escuela de baile. Juntos formaron w-inds.
Los tres se trasladaron a Tokio a vivir juntos, y en noviembre, comenzaron las actuaciones callejeras en el Parque Yoyogi y Shibuya para promover sus actividades. Antes de su mejor debut las grandes discográficas en 2001, aproximadamente 8.000 personas vinieron a ver.

### 2001-2002: 1st message y THE SYSTEM OF ALIVE
El 14 de marzo de 2001, w-inds. lanzó su primer sencillo, "Forever Memories", la venta de 216.590 copias. El 17 de junio, se trasladaron desde las actuaciones en la calle a sus resultados la primera etapa en la Universidad de Medicina de Asahikawa Medic Festival en Hokkaido. El 4 de julio de 2001, su segundo sencillo, titulado Feel The Fate, fue lanzado y puesto en venta en su página web oficial en el mismo día. El rodaje del video promocional tuvo lugar el 7 de junio. La canción fue interpretada en vivo en el torneo internacional en Yoyogi el 2 de agosto, donde 7000 personas vinieron a ver.
w-inds. hicieron su primera aparición en la película Star Light, que se estrenó el 7 de octubre en el Teatro de Ikebukuro. La película también aparece su tercer sencillo Paradox , que fue lanzado el 17 de octubre de 2001. El rodaje del video promocional tuvo lugar el 3 de septiembre. Por Paradox, w-inds. recibió el premio "Best New Artists", en la 43 ª Japan Record Award.
El 19 de diciembre de 2001, el primer álbum de w-inds., 1st Message fue lanzado y debutó en el # 1 en las listas semanales. Además de recopilar las canciones de sus primeros tres sencillos, el álbum dio a Chiba y Ogata papeles más importantes que ofrece por pistas que en el ritmo. En 2005, Ogata recordó haber dudado con la idea de la época, como ambos en lo general tenían poca experiencia en el rap y el canto. El álbum fue presentado en su evento fanclub de Navidad el 24 de diciembre de 2001.
El 20 de febrero de 2002, w-inds. lanzó su cuarto sencillo, titulado try your emotion, que alcanzó el puesto # 2 en las listas semanales. Su quinto sencillo, Another Days, fue lanzado el 22 de mayo de 2002, y fue utilizado como la canción para un comercial de Family Mart. Durante el verano, su sexto sencillo, Because of you, fue lanzado el 21 de agosto de 2002, y fue el primer sencillo, aparte de su primer álbum de rap han Ogata. El 13 de noviembre de 2002, vio el lanzamiento de su séptimo sencillo, New Paradise.
En el mismo año, w-inds. tuvo su primera gira nacionsl por motivo de su primer álbum, 1st Messasge. Se extendieron sus fanes con un breve espectáculo en Shanghái, China, como parte de su gira. Además de sus actividades, w-inds. hizo un breve cameo en la película de Nurse no Oshigoto The Movie como tres jugadores de fútbol.
A finales de 2002, w-inds. lanzó su segundo álbum, The System of Alive el 18 de diciembre de 2002. Similar a la de 2001, que promovió en su caso fanclub de Navidad. Además, ganaron la oportunidad de actuar en Kohaku Uta Gassen por primera vez, donde cantaron New Paradise.

### 2003-2005: PRIME OF LIFE, ageha, y la expansión sobre Asia
w-inds. lanzó su octavo sencillo, Super Lover ~ I Need You Tonight ~, el 21 de mayo de 2003. El 21 de agosto de 2003, lanzaron Love is message, con un estilo musical que se aparta de la danza antigua rítmica de la naturaleza. El 29 de octubre de 2003, lanzaron Long Road.
En 2004, Vision Factory incluye a Taiwán como uno de sus lugares para el Prime of Life tour. Después de eso, w-inds. hizo su debut en Taiwán, y las entradas para su concierto se agotaron en 23 minutos, que estableció un récord en Taiwán por "el artista, con las entradas de venta más rápida". Se convirtieron en el único grupo japonés invitado a tocar en los Premios MTV Mandarín en septiembre de 2006.

### 2006-2008: THANKS, Journey, y Seventh Ave.
En 2006, w-inds. hizo una aparición en Mnet KM Music Festival, un espectáculo de premios musicales en Corea ellos fueron los primeros artistas japoneses que aparecen en el programa.
Más tarde ese año, Tachibana inició una carrera musical en solitario como un proyecto paralelo con el lanzamiento de su primer sencillo no-w-inds., Michishirube, usado como el primer ending del anime,
Katekyo Hitman Reborn! El sencillo fue lanzado el 18 de octubre de 2006, vendiendo más de 48.000 copias, y el 29 de noviembre de 2006, su primer álbum solista, Koe, alcanzó el puesto # 5 en su primera semana de ventas y vendió más de 40.000 copias. Contrariamente a los rumores, Tachibana mismo aseguró a los aficionados que w-inds. no se separarían.
w-inds. también participó en un festival de música China-Japón en 2006. En marzo de 2007, el grupo viajó a Pekín para participar en otro festival de música China-Japón, junto con otros dos artistas japoneses. Se han celebrado conferencias de vídeo en Hong Kong. El 2 de julio de 2007 w-inds. se unió a la Gala de Rock Pop en la celebración del 10 º aniversario de la creación de la Región Administrativa Especias de Hong Kong. En esta visita se llevaron diez premios, acumulados desde los años desde su debut.
Durante el final de su THANKS tour, que se celebró desde el verano de 2007 hasta finales de año, w-inds. reveló su próximo sencillo, Boogie Woogie 66, y filmaron el video promocional en los conciertos.
El 22.º sencillo de w-inds., Love is the Greatest Thing, fue lanzado el 4 de julio de 2007, como el tema musical para el lanzamiento japonés de Shrek tercero. La canción fue la muestra de De Souza's Guilty, y alcanzó el # 4, la venta de 34.416 copias.
El séptimo álbum de estudio de w-inds., Seventh Ave., , salió con ventas decepcionantes, a pesar de las listas en el número 10. Por primera vez en la carrera de w-inds., 2008 fue el primer año en el que no fueron invitados a tocar en Kohaku Uta Gassen.

### 2009: Sweet Fantasy y el regreso
Además de su primer doble cara A, Everyday/Can't Get Back, en 2008, el 13 de mayo de 2009, w-inds. lanzó otro doble lado A, titulado Rain Is Fallin'/Hybrid Dream. Rain is Fallin fue una colaboración y los versos de rap destacados de G-Dragon de Big Bang, mientras que Dream Hybrid fue utilizado como tema para el programa Countdown Document Byo-Yomi! para el mes de mayo. El sencillo llegó al # 2 y vendió 48.577 copias.
Desde el verano de 2009 hasta el final del año, w-inds. recorrió los lugares en Japón con el Tour Fantasy Sweet, en noviembre, la gira se extiende a Taiwán y Hong Kong. Por primera vez, aparecieron bailarinas, y esto se cumplió con la controversia con los aficionados. Las dos bailarinas, Sumire y Mio, se recibieron poco por los aficionados debido a la coreografía sugerente entre ellos y Tachibana. Después de una poca cálida recepción durante los primeros dos conciertos de la gira, señaló Chiba en su blog, la coreografía se ha cambiado y un bailarín de Tachibana tomaría su papel en la escena en su lugar. Después de este cambio, Sumire y la popularidad de Mio han aumentado, sin embargo, no se incluyeron en la muestra de Hong Kong y Taiwán. En la muestra de Hong Kong dejó tirado en una multitud de 8.000 personas. A mitad de camino en toda la gira, el concierto se celebró en Kanagawa, Omiya donde tuvo que ser truncada debido a que cae enfermo Tachibana.
Poco a poco, como su estilo musical de la transición a un ritmo de baile, w-inds. lanzó otro sencillo doble lado A con las canciones New World y Truth ~Saigo no Shinjitsu~ el 9 de diciembre de 2009. El sencillo debutó en el # 2 en las listas semanales de éxitos de Oricon. New World fue utilizada como el tema de cierre para la serie House MD. Truth ~Saigo no Shinjitsu~ fue compuesta por el cantante y compositor Ne-Yo, quien reconoció su talento después de entrar a través de su acto. El vídeo promocional de Truth ~Saigo no Shinjitsu~ fue filmado durantevla estancia de w-inds. en Hong Kong para el Tour Fantasy Sweet. El lado B del sencillo fue titulado Tribute, y como el título implica, fue un homenaje a Michael Jackson.

## Estilo musical
Por su debut, el estuilo musical de w-inds. era principalmente bubblegum pop, ya que era la tendencia en el tiempo. Tachibana, cuyos padres son DJ's, escuchó música americana cuando crecía. Su sexto sencillo Because of you fue ue mencionado siquiera a tener un "estilo americano" a ella. 	
De 2003 en adelante, w-inds. Pasó del pop alegre a ritmos en baladas más suaves con letras maduras de acuerdo a su imagen cada vez mayor.
A finales de 2008, w-inds. hizo la transición a ritmos de baile.

## Otras actividades y anotaciones
W-inds presentó un programa de radio de larga duración titulado w-inds.'s Windy Street (ウィンズのWindy Street Uinzu no Windy Street?), que duró desde 2001 hasta 2008. De 2003 a 2007, aparecieron en anuncios de Bourbon Gum con cada nuevo sencillo que tocaban en cada nuevo comercial.
A pesar de Chiba y Ogata, no han seguido papeles en la actuación, Tachibana ha hecho apariciones en películas y obras de teatro por él mismo con funciones de apoyo tales como Hiroyuki Hamada en Ohitorisama y el Príncipe Arturo en el doblaje japonés de Shrek tercero.
En 2002, el mangaka Natsume Hirose escribió e ilustró un manga titulado Tokyo Style Bomb (東京スタイル爆弾 Tōkyō Sutairu Bakudan?), que protagonizó w-inds. como personajes secundarios. El manga duró sólo tres volúmenes y fue publicado en Bessatsu Margaret.

## Discografía
| - 1st Message (2001) - The System of Alive (2002) - Prime of Life (2003) - Ageha (2005) - THANKS (2006) - Journey (2007) - Seventh Ave. (2008) - Another World (2010) | - Buddies (2003) - w-inds. ~bestracks~ (2004) - Single Collection ~Best Eleven~ (2008) |

## Logros
| Años | Logros |
| ---- | --- |
| 2001 | - Mejor nuevo artista, 43.º Japan Composers' Association Awards (日本レコード大賞 Nihon Rekōdo Taishō?), por "Paradox" |
| 2002 | - Primer premio, 44.º Japan Composers' Association Awards, por "Because of You" - Mejor nuevo artista musical, 39.º Magazine Publishers' Association of Japan Awards (ゴールデン・アロー賞 Gōruden Arō Shō?) - Mejor revelación, 16.º Recording Industry Association of Japan Awards (日本ゴールドディスク大賞 Nihon Gōrudisuku Taishō?) |
| 2003 | - Primer premio, 45.º Japan Composers' Association Awards, por "Long Road" |
| 2004 | - Mejor grupo internacional, YAHOO! Hong Kong Buzz Music Awards - Álbum Más Vendido （Japón y/o Korea）, IFPI Hong Kong, por PRIME OF LIFE |
| 2005 | - Primer Premio, 47.º Japan Composers' Association Awards, por "Izayoi No Tsuki" (十六夜の月?) - Mejor grupo internacional, YAHOO! Hong Kong Buzz Music Awards - Álbum Más Vendido （Japón y/o Korea）, IFPI Hong Kong, por ageha |
| 2006 | - Primer premio en música, 39.º Japan Cable Distributors' Awards - Primer premio, 48.º Japan Composers' Association Awards, por "Boogie Woogie 66" (ブギウギ66?) - Mejores artistas del baile, MTV Student Voice Awards - Artista musical más popular, HITO（China y Taiwán）Awards, por "Kirei da" (キレイだ?) - Most Popular Group（Japan）, MTV Mandarin Awards - Premio especial: 12 millnoes de CD vendidos, MTV Mandarin Awards - Mejor artista pop （Asia）, MNET KM Music Festival （Corea） - Mejor Grupo internacional, YAHOO! Hong Kong Buzz Music Awards - Álbum Más Vendido （Japón y/o Korea））, IFPI Hong Kong, por THANKS |
| 2007 | - Primer premio, 49.º Japan Composers' Association Awards, por "Love Is The Greatest Thing" - Mejor Grupo, MTV Student Voice Awards - Mejor Grupo (Japón), 18.os RTHK International Pop Poll Awards - Mejor grupo internacional, YAHOO! Hong Kong Buzz Music Awards |
| 2008 | - Primer premio, 50.º Japan Composers' Association Awards, por "Ame Ato (アメあと)" |

Además, w-inds. ha actuado en el Kōhaku Uta Gassen (紅白歌合戦?), estudios NHK, Tokio, de 2002 a 2007. También han actuado en el Japón All Night 40th Anniversary Concert, Budokan, Tokio, en 2007.